# Persone di nome Lorenzo/Calciatori
| Questa pagina contiene informazioni ricavate automaticamente dalle voci biografiche con l'ausilio del template Bio e di un bot. L'aggiornamento è periodico e automatico e ricostruisce completamente la pagina. Se manca una persona in questa lista, sei pregato di non aggiungerla, ma accertati piuttosto che la sua voce biografica contenga il template Bio e che i dati anagrafici siano correttamente compilati. Se il template Bio manca, inseriscilo tu stesso o, in alternativa, metti l'avviso {{tmp\|Bio}} che ne segnala la mancanza. Se i dati riportati sono sbagliati, correggi direttamente la voce biografica; le modifiche saranno visibili in questa lista entro pochi giorni. Per chiarimenti vedi il progetto antroponimi. La lista contiene solo le 79 persone che sono citate nell'enciclopedia e per le quali è stato implementato correttamente il template Bio. Pagina aggiornata al 22 lug 2025. |

Questa è una lista di persone presenti nell'enciclopedia che hanno il nome Lorenzo e sono calciatori.

## A(2)
- Lorenzo Amatucci, calciatore italiano (Arezzo, n. 2004)
- Lorenzo Andrenacci, calciatore italiano (Fermo, n. 1995)

## B(5)
- Lorenzo Bettini, calciatore italiano (Villanuova sul Clisi, n. 1931 - Gavardo, † 2008)
- Lorenzo Valerio Bona, calciatore e dirigente d'azienda italiano (Carignano, n. 1894 - Buenos Aires, † 1971)
- Lorenzo Buffon, ex calciatore italiano (Majano, n. 1929)
- Lorenzo Burnet, calciatore olandese (Amsterdam, n. 1991)
- Lorenzo Buscarini, ex calciatore sammarinese (n. 1991)

## C(8)
- Lorenzo Calonga, calciatore paraguaiano (n. 1929 - † 2003)
- Lorenzo Capicchioni, calciatore sammarinese (n. 2002)
- Lorenzo Cappa, calciatore e allenatore di calcio italiano (Livorno, n. 1935 - Bologna, † 2002)
- Lorenzo Carissoni, calciatore italiano (San Giovanni Bianco, n. 1997)
- Lorenzo Carotti, ex calciatore italiano (Jesi, n. 1985)
- Lorenzo Colombo, calciatore italiano (Vimercate, n. 2002)
- Lorenzo Colpo, calciatore italiano (Capriate San Gervasio, n. 1925)
- Lorenzo Crisetig, calciatore italiano (Cividale del Friuli, n. 1993)

## D(5)
- Lorenzo Davids, calciatore olandese (Paramaribo, n. 1986)
- Lorenzo De Silvestri, calciatore italiano (Roma, n. 1988)
- Lorenzo Del Pinto, calciatore italiano (L'Aquila, n. 1990)
- Lorenzo Del Prete, ex calciatore italiano (Roma, n. 1986)
- Lorenzo Dickmann, calciatore italiano (Milano, n. 1996)

## E(1)
- Lorenzo Ebecilio, calciatore olandese (Hoorn, n. 1991)

## F(5)
- Lorenzo Falco, calciatore italiano (Savona, n. 1898 - Savona, † 1988)
- Lorenzo Faravelli, calciatore argentino (Rosario, n. 1993)
- Lorenzo Fernández, calciatore uruguaiano (Redondela, n. 1900 - Montevideo, † 1973)
- Lorenzo Ferrante, ex calciatore italiano (Bisceglie, n. 1959)
- Lorenzo Frutos, calciatore paraguaiano (Coronel Oviedo, n. 1989)

## G(8)
- Lorenzo Gallo, calciatore italiano (Modena, n. 1905 - Roma, † 1976)
- Lorenzo Gaslini, calciatore e aviatore italiano (Milano, n. 1890 - Milano, † 1919)
- Lorenzo Gasperoni, calciatore sammarinese (San Vendemiano, n. 1990)
- Lorenzo Gazzari, calciatore italiano (Lesina, n. 1907 - Firenze, † 1998)
- Lorenzo Gilli, calciatore argentino (Villa María, n. 1905)
- Lorenzo Gonnelli, calciatore italiano (Livorno, n. 1993)
- Lorenzo Gordinho, calciatore sudafricano (Benoni, n. 1994)
- Lorenzo Guzzo, calciatore italiano

## H(1)
- Lorenzo Hoareau, calciatore seychellese (Mont Fleuri, n. 2007)

## I(1)
- Lorenzo Insigne, calciatore italiano (Napoli, n. 1991)

## J(1)
- Lorenzo Juarros, ex calciatore spagnolo (Mambrillas de Lara, n. 1966)

## L(8)
- Lorenzo Laverone, calciatore italiano (Bagno a Ripoli, n. 1989)
- Lorenzo Lazzari, calciatore sammarinese (Città di San Marino, n. 2003)
- Lorenzo Libutti, calciatore italiano (Melfi, n. 1997)
- Lorenzo Livello, ex calciatore italiano (Pescara, n. 1962)
- Lorenzo Lollo, calciatore italiano (Carrara, n. 1990)
- Lorenzo Lucca, calciatore italiano (Moncalieri, n. 2000)
- Lorenzo Lucchesi, calciatore italiano (Firenze, n. 2003)
- Lorenzo Lunadei, calciatore sammarinese (Città di San Marino, n. 1997)

## M(11)
- Lorenzo Malagrida, calciatore italiano (Pietra Ligure, n. 2003)
- Lorenzo Marcantognini, calciatore e velocista italiano (Fano, n. 2002)
- Lázaro Vinícius Marques, calciatore brasiliano (Belo Horizonte, n. 2002)
- Lorenzo Melgarejo, calciatore paraguaiano (Loma Grande, n. 1992)
- Lorenzo Milani, calciatore italiano (Livorno, n. 2001)
- Lorenzo Modulo, calciatore italiano (Padova, n. 1898 - Porto Alegre, † 1977)
- Renzo Monti, calciatore italiano (Vercelli, n. 1893)
- Lorenzo Montipò, calciatore italiano (Novara, n. 1996)
- Lorenzo Morbelli, calciatore italiano (Casale Monferrato, n. 1913 - † 1964)
- Lorenzo Moretti, ex calciatore sammarinese (n. 1979)
- Lorenzo Morón García, calciatore spagnolo (Marbella, n. 1993)

## N(1)
- Lorenzo Niccolai, calciatore italiano (Pisa, n. 1904 - † 1978)

## O(1)
- Lorenzo Oleario De Bellagente, calciatore italiano (Crotone, n. 1896 - Genova, † 1958)

## P(7)
- Lorenzo Paramatti, calciatore italiano (Faenza, n. 1995)
- Lorenzo Pasciuti, calciatore italiano (Carrara, n. 1989)
- Lorenzo Pasqualini, calciatore italiano (Ascoli Piceno, n. 1989)
- Lorenzo Pellegrini, calciatore italiano (Roma, n. 1996)
- Lorenzo Piccoli, ex calciatore italiano (Dueville, n. 1934)
- Lorenzo Piqué, calciatore olandese (Rotterdam, n. 1990)
- Lorenzo Pirola, calciatore italiano (Carate Brianza, n. 2002)

## R(5)
- Lorenzo Rajot, calciatore francese (Saint-Cloud, n. 1997)
- Lorenzo Reyes, calciatore cileno (Talcahuano, n. 1991)
- Lorenzo Righi, ex calciatore italiano (Guastalla, n. 1948)
- Lorenzo Rossetti, ex calciatore italiano (Melzo, n. 1980)
- Lorenzo Ruffini, calciatore italiano (n. 1918)

## S(4)
- Lorenzo Saint Estéven, calciatore argentino
- Lorenzo Scipioni, calciatore argentino (Martínez, n. 2004)
- Lorenzo Stovini, ex calciatore italiano (Firenze, n. 1976)
- Lorenzo Suber, calciatore italiano (Bagnaria Arsa, n. 1912 - Cividale del Friuli, † 1987)

## T(1)
- Lorenzo Tehau, calciatore francese (Faa'a, n. 1989)

## U(1)
- Lorenzo Unanue, ex calciatore uruguaiano (Montevideo, n. 1953)

## V(3)
- Lorenzo Vellutini, calciatore e allenatore di calcio italiano (Capannori, n. 1922)
- Lorenzo Venturino, calciatore italiano (Genova, n. 2006)
- Lorenzo Venuti, calciatore italiano (Montevarchi, n. 1995)